# Inside Björk
Inside Björk es un DVD lanzado al mercado el 25 de agosto de 2003[cita requerida] por la cantante y compositora islandesa Björk. Inside Björk es un documental que está dividido en 32 secciones que documentan la carrera de la artista desde sus inicios en las primeras bandas islandesas como Tappi Tíkarrass y KUKL además del éxito logrado con The Sugarcubes. El documental también contiene entrevistas con Elton John, Thom Yorke, Missy Elliot y otros.
El lanzamiento del documental coincidió con la publicación del álbum Greatest hits, y fue emitido en algunas televisiones al final del año 2002. Fue ordenado por One little indian para hacer ver que Björk estaba dando más entrevistas que en los años anteriores. 
En Inside Björk se incluyen dos actuaciones en directo, «Generous palmstroke» interpretado junto a Zeena Perkins y «The anchor song» interpretada en una Iglesia islandesa.[cita requerida]

## Secciones
| Credits    |                                             |          |  |
| N.º        | Título                                      | Duración |  |
| 1.         | «Introduction» («Human behaviour»)          |          |  |
| 2.         | «Iceberg lagoon» («It's not up to you»)     |          |  |
| 3.         | «Reikiavik childhood»                       |          |  |
| 4.         | «First album»                               |          |  |
| 5.         | «Early bands»                               |          |  |
| 6.         | «Punk and surrealism»                       |          |  |
| 7.         | «The Sugarcubes» («Birthday»)               |          |  |
| 8.         | «808 State»                                 |          |  |
| 9.         | «The anchor song» (Church organ)            |          |  |
| 10.        | «Debut»                                     |          |  |
| 11.        | «Big time sensuality»                       |          |  |
| 12.        | «Violently happy»                           |          |  |
| 13.        | «Venus as a boy»                            |          |  |
| 14.        | «Musical characters and song stories»       |          |  |
| 15.        | «Isobel»                                    |          |  |
| 16.        | «Sonic experiments» («Enjoy»)               |          |  |
| 17.        | «Image»                                     |          |  |
| 18.        | «Homogenic»                                 |          |  |
| 19.        | «Bachelorette»                              |          |  |
| 20.        | «Jóga»                                      |          |  |
| 21.        | «Beats»                                     |          |  |
| 22.        | «Pluto»                                     |          |  |
| 23.        | «Nature»                                    |          |  |
| 24.        | «Hunter»                                    |          |  |
| 25.        | «Classical influences»                      |          |  |
| 26.        | «Musicals»                                  |          |  |
| 27.        | «Dancer in the Dark»                        |          |  |
| 28.        | «Vespertine» («Hidden place»)               |          |  |
| 29.        | «Microbeats / Matmos»                       |          |  |
| 30.        | «Arctic passion» («Aurora», «Pagan poetry») |          |  |
| 60 minutos |                                             |          |  |